# Некрасов, Александр Петрович (генерал-майор)
Александр Петрович Некрасов (12 июля 1895, Саратов — 4 февраля 1971, Москва) — советский военачальник, генерал-майор авиации (4 июня 1940), участник Советско-финляндской, Гражданской и Великой Отечественной войн.

## Биография
В 1918 году поступил на службу в Рабоче-крестьянскую Красную армию.
Окончил военную авиашколу, Военно-воздушную инженерную академию имени Н. Е. Жуковского.
Участвовал в Гражданской войне и Советско-Финляндской войне 193—1940. Был направлен в ВВС. В 1939—1940 работал преподавателем тактики командного факультета Военно-воздушной инженерной академии имени Н. Е. Жуковского. В 1941 был назначен начальником штаба ВВС Ленинградского военного округа. В начале Великой Отечественной войны занимал должность начальника штаба ВВС Северного фронта.
С 5 августа 1941 года был назначен командующий ВВС 42-й армии. С 5 марта 1942 года занимал должность командующего ВВС 55-й армии, с февраля 1943 старшего помощника генерала-инспектора ВВС Красной Армии. С 25 апреля 1945 года был назначен на должность старшего преподавателя кафедры ВВС Военной академии имени М. В. Фрунзе.
С 5 сентября 1946 ушёл в отставку. Умер в Москве, похоронен на Ваганьковском кладбище.

## Награды
- Орден Ленина (21 февраля 1945)[1];
- 3 Ордена Красного Знамени (7 августа 1943; 3 ноября 1944)[2][3];
- Орден Отечественной войны I степени (18 ноября 1944);
- Орден Красной Звезды (19 мая 1940);
- Медаль «XX лет Рабоче-Крестьянской Красной Армии» (22 февраля 1938);
- Медаль «За оборону Ленинграда» (22 декабря 1942);
- Медаль «За оборону Кавказа» (1 мая 1944).